# Hepatitis A
L'hepatitis A és un tipus d'hepatitis vírica.

## Símptomes
Els principals símptomes són: febre, pèrdua de gana, malestar general, amb cansament, nàusees, molèsties d'estómac i icterícia (color groc de la pell i dels ulls), generalment amb coloració fosca de l'orina i femtes blanquinoses. Com a conseqüència de la inflamació, es bloqueja el pas de la bilis que produeix el fetge al descompondre el greix i s'altera la funció del fetge.

## Tractament
La majoria de persones que contrauen hepatitis A es recuperen per elles mateixes en poques setmanes i és seguida d'immunitat permanent. No hi ha portadors crònics del virus de l'hepatitis A. No hi ha un tractament específic per a l'hepatitis A. Es pot seguir una activitat normal i una dieta regular. Quedar-se al llit no accelera la recuperació i només es recomana mentre duri el malestar general. Altres virus, com el de l'hepatitis B o C, poden causar infecció al fetge. A diferència de l'hepatitis A, aquestes infeccions poden ser prolongades i dur associats amb major freqüència problemes de salut més severs.

## Transmissió
El virus de l'hepatitis A es troba a la femta de les persones infectades i es pot transmetre, de persona a persona, a través de les mans brutes després d'usar el lavabo o canviar bolquers.
També es transmet per relacions sexuals amb pràctiques anals.
El virus de l'hepatitis A s'excreta per la femta de dues setmanes abans a una setmana després de l'aparició de la malaltia.
Com que els lactants i nens petits amb hepatitis A generalment no tenen cap signe de malaltia i la infecció acostuma a passar inadvertida, pot estendre's fàcilment en llars d'infants, especialment en aquelles amb nens menors de 2 anys i encara amb bolquers.
El virus de l'hepatitis A també es pot transmetre a través d'aliments contaminats o bevent aigua contaminada pel clavegueram. El consum de marisc cru cultivat en aigües contaminades ha estat també una font de casos d'hepatitis A.
Generalment, la malaltia apareix de dues a sis setmanes després que s'ha ingerit el virus. Per les característiques de la infecció, les situacions de més risc per contraure l'hepatitis A són la convivència amb una persona malalta i les llars d'infants on hi ha nens amb bolquers.
A Catalunya, fa uns anys que es vacuna als nens de 12 anys amb la vacuna de l'hepatitis A+B com a programa pilot.

## Països amb risc elevat

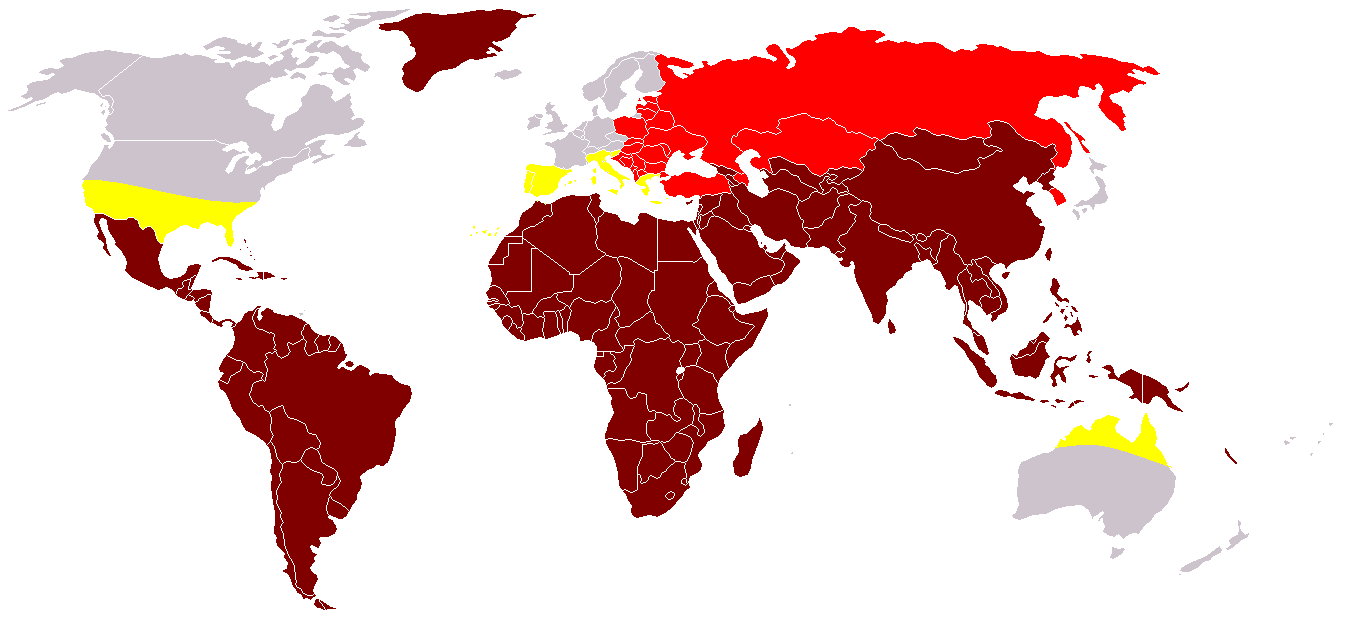
Distribució de l'Hepatitis A al món

Es consideren països de risc tots els d'Àfrica, Amèrica Central i el Carib, Amèrica del Sud, tots els d'Àsia, d'Orient Mitjà, l'antiga Unió Soviètica, l'Est d'Europa, així com els de les illes del Pacífic (excepte Austràlia).